# Mala (République centrafricaine)
Pour les articles homonymes, voir Mala.
Mala est une localité de République centrafricaine, chef-lieu de l’une des quatre sous-préfectures de la préfecture de Kémo. 

## Géographie
La localité est située sur la route régionale RR11, reliant Dékoa à Grimari.
| Tilo   | Mbrès     |                   |
| Guiffa | Mala      | Koudou-Bégo       |
|        | Ngoumbélé | Pouyamba, Kobadia |

## Histoire
Vers 1890, le guerriers Ouakili et Nguerebare  semaient la terreur à Gama situé sur les côtes de la Kouma en remontant vers les Mbrès. À la suite d'une dispute, la séparation de deux amis en 1902 entraîna l’exode conduite par Yabalangba. Après des mois de fuite, Yabalangba s’installa aux confins de Malan et Zimenzéré. Yabalangba devenu chef de Terre. Il fit construire un fort appelé Gban dont les vestiges sont encore visibles aujourd’hui.  Reconnu comme Chef de Canton en 1915, Yabalangba régna de 1915 à 1945. À sa mort et sera remplacé par Jean Ndagba de 1945 à 1960  et par René Gondoa de 1960 à 1964

## Administration

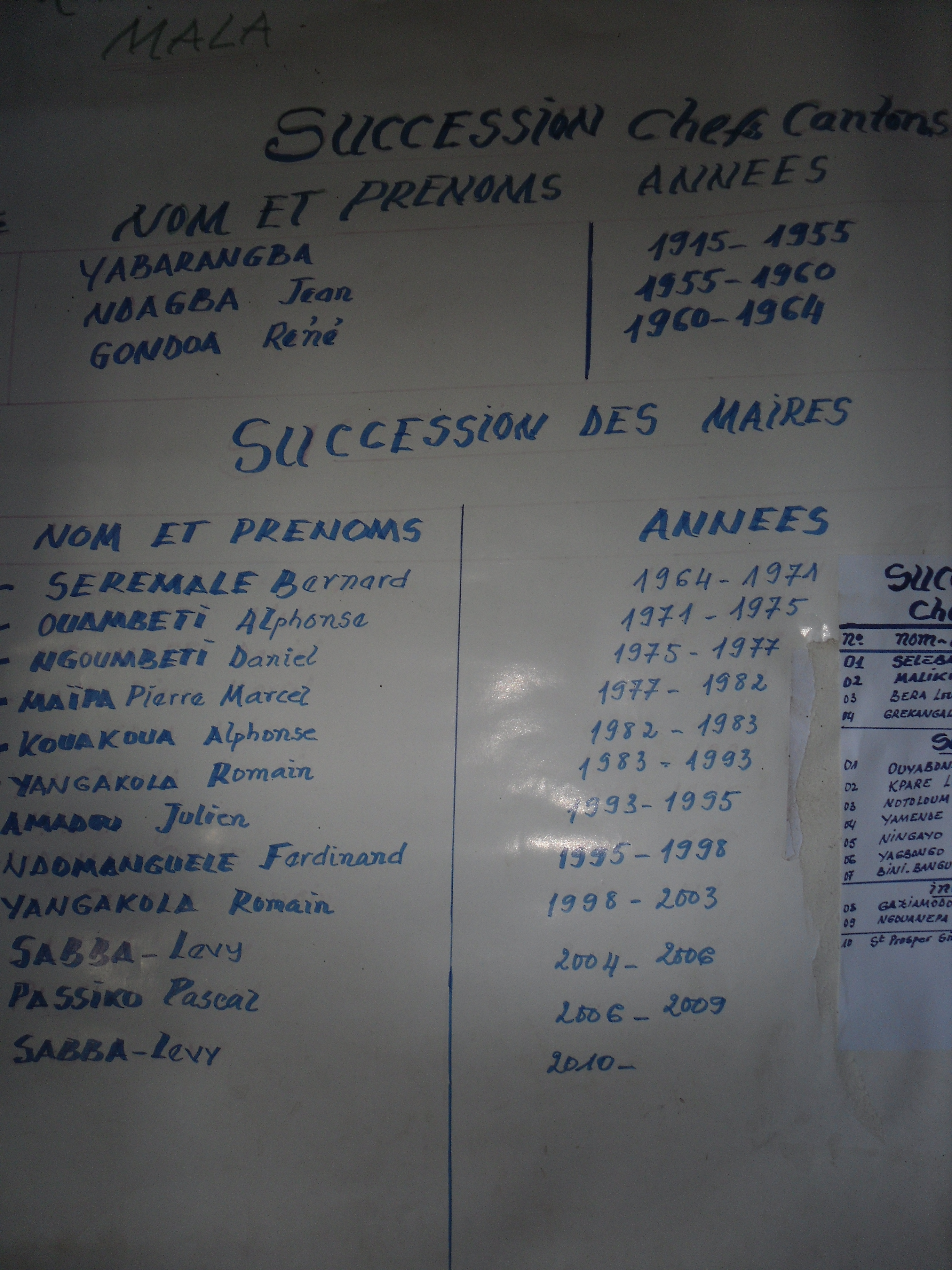
Liste des Chefs de cantons et Maires de Mala

À la suite de la réforme territoriale de Bokassa, le Canton de Yabalangba
qui s’étendait jusqu’à ville actuelle de Dékoa sera divisé en Communes. Le
terroir de Yabangba devint la commune de Mala comprenant les villages de Kouma , Takendji, Gbolokaba, Bakouté,
Zimenzéré 2, et 1, Mala 3-2-1, Mala centre, Mala 6, Bila, Bokengué, Tombe
Bakaroua, Massen et Assulmaka.
Le dernier fils de Yabalangba, Bernard Seremale  et le premier Maire qui gouvernera de 1964 à 1971.
Devenu Poste de Contrôle Administratif, Mala est érigé en Sous préfecture  en 2002, issue d'une division de la sous-préfecture de Dékoa.  Elle compte 13.800 habitants en 2008 
La sous-préfecture est constituée de l’unique commune de Mala. Les services de l’État, autrefois très présents ont quitté la localité à la suite des évènements de décembre 2012 et décembre 2013.

## Villages
La commune compte 39 villages en zone rurale recensés en 2003 : Assulemaka, Bakaroua, Banda-Mbres, Basse-Kouma, Begole Banga, Bila, Bokengue, Bokoute, Galabadja, Kotage, Kouma 1, Kouma 2, Kpetene, Mala 1, Mala 2, Mala 3, Mala 4, Mala 5, Mala 6, Mala 7, Mala-Mbaka, Marba, Massene, Mbaka, Mbouroubere, Musulman, Ngourkaba 1, Ngourkaba 3, Ngouroukaba 2, Optakendje, Ozo, Takendje 1, Takendji 2, Tombe, Zimanzere 1, Zimanzere 2, Zimanzere 3, Zimanzere 4, Zime 4.

## Éducation
La circonscription de Mala compte en 2016 une seule Commune, 10 écoles : Sous-préfectorale Filles et Sous-préfectorale Garçons de Mala, Takendji, Ngourkaba, Kalé, Badinga, Tombé, Bakaroua, Massene et Assulemaka.

## Centre de Santé Sous préfectoral de Mala
La circonscription de Mala compte en 2018 une seule Centre de Santé rural à Mala Centre et trois dispensaires  à  Vonga-Ndamiri,  à Takendji et à Assulemaka. Le dispensaire de Assulémaka est aussi fréquenté par les habitants de certains villages des communes de Grimari  voisin, La situation sanitaire reste extrêmement préoccupante.  Une maternité est en construction au Centre de santé Sous préfectoral de Mala .

## Politique
Le général de corps d’armée Timothée Malendoma (décédé le 12 décembre 2010 à l’Hôpital Général de Bangui), originaire de Gbolokaba (ou Ngouroukaba ) et président Fondateur du Forum Civique, fut le premier député de la circonscription de Mala. 
Jacob Karoua et  Ndoukoulouba (2005 à 2011 et de 2011 à 2015) Jean-Pierre MARA depuis Avril 2016 à ce jour.